# Philippe d'Orléans (1336-1375)
Pour les articles homonymes, voir Philippe, prince de France et Philippe, prince d’Orléans.
Philippe de France, duc d’Orléans, plus connu sous le nom de Philippe d'Orléans d'après son apanage (château de Vincennes,1er juillet 1336 - Vincennes, 1er septembre 1375), est un fils puîné de Philippe VI de Valois, roi de France et de son épouse Jeanne de Bourgogne.

## Biographie

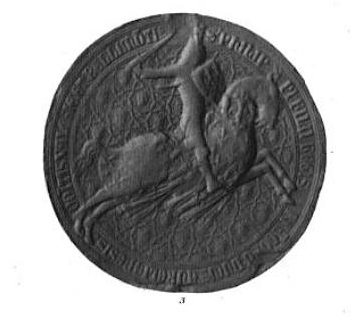
Sceau de Philippe d'Orléans.

Philippe est le fils de Philippe VI de Valois, roi de France de 1328 à 1350 et de sa première épouse, Jeanne de Bourgogne, 
Par son grand-père paternel Charles de France, comte de Valois — fondateur de la maison de Valois —, Philippe descend en lignée mâle de Philippe le Hardi, mais aussi des premiers rois capétiens depuis Hugues Capet. Par sa mère Jeanne, Philippe appartient à la puissante maison de Bourgogne, dont le rôle dans la guerre de Cent Ans sera essentiel ; ainsi, il est le petit-fils du duc Robert II de Bourgogne et d’Agnès de France.
En apanage, son père lui donna le duché d’Orléans et l’érigea à la dignité de duché-pairie. C’est pour cela qu’on prête souvent à Philippe le nom de son apanage, donnant Philippe d’Orléans. Philippe portait comme armoiries : D’azur, semé de fleurs de lys d’or, au lambel componé d’argent et de gueules,. Son frère Jean II le Bon, lorsqu’il est roi, lui vend l’Hôtel de Navarre (aujourd’hui situé dans la rue Saint-André-des-Arts dans le 6e arrondissement de Paris), qu’il avait hérité de Jeanne II de Navarre.
Né alors que son père était roi de France depuis 1328, Philippe de France est un contemporain du problème de succession de Charles IV le Bel, qui opposent les Valois aux Plantagenêt pour le trône de France. En effet, le conflit qui en découle, la guerre de Cent Ans, débute en 1337 alors qu’il n’a pas un an. Son père le roi meurt alors qu'il n'a que quatorze ans.
C’est surtout sous le règne de son frère Jean II le Bon, que Philippe participa activement dans la guerre contre les Anglais. Lors de la bataille de Poitiers en 1356, il est aux côtés du roi Jean II. Il est l'un des otages du roi d'Angleterre au traité de Bretigny (1360) et est envoyé à ce titre en Angleterre. Il est libéré en 1365 par Édouard III  « à cause de l'amour montré à notre cher fils Thomas[réf. nécessaire] ». 
À sa mort, le 1er septembre 1375, sans postérité légitime, les domaines de Philippe reviennent au domaine royal.

## Union et descendance
Le 18 janvier 1345, Philippe épouse la princesse Blanche de France, fille posthume du roi Charles IV le Bel et de Jeanne d’Évreux, avec qui il n’eut pas d’enfants.
Cependant, Philippe d’Orléans laisse plusieurs enfants illégitimes : 
- N.[5], dit le « bâtard d’Orléans ». Élevé à Bourges auprès de Jean de France, duc de Berry, il meurt vers 1380 à Château-Thierry ;
- Louis d’Orléans. Évêque de Poitiers et de Beauvais, il meurt le 27 mars 1395 à Jérusalem et est inhumé en la cathédrale Notre-Dame de Paris le 27 janvier 1396 ;
- Marie d'Orléans, dite Marie de Valois, épouse de Gédéon V de Beauvilliers.